# Daniel de Roche

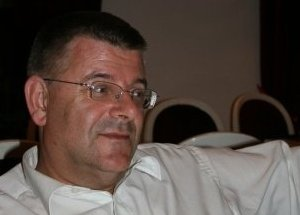
Daniel de Roche

Daniel de Roche (* 1. Dezember 1954) ist ein Schweizer Pfarrer und Politiker (EVP).

## Beruf
Daniel de Roche studierte evangelische Theologie und ist Pfarrer. Seine letzte Gemeindepfarrstelle hatte er in der Kirchgemeinde Cordast. Von 1999 bis 2012 war er Synodalratspräsident der Evangelisch-reformierten Kirche des Kantons Freiburg. Bei der Synode am 4. Juni 2012 verzichtete er auf eine weitere Kandidatur. Zum Nachfolger wurde Pierre-Philippe Blaser gewählt, Pfarrer in der Kirchgemeinde Môtier-Vully.
Im November 2009 wurde de Roche zum Präsidenten der Conférence des Eglises protestantes romandes (CER) gewählt und am 8. November 2010 für die Amtsperiode 2011–2014 in den Rat des Schweizerischen Evangelischen Kirchenbundes.

## Politik
Im März 2000 wurde Daniel de Roche in den Verfassungsrat des Kantons Freiburg gewählt. Dort setzte er sich vor allem dafür ein, dass die Anerkennung der Kirche als öffentlich-rechtliche Körperschaft erhalten bleibt. Auch die Möglichkeit der öffentlich-rechtlichen Anerkennung anderer Religionsgemeinschaften, die in der im Mai 2004 vom Volk angenommenen Freiburger Verfassung verankert ist, geht auf seine Initiative zurück, bei der Bekämpfung des Ausländerstimmrechts auf Gemeindeebene (Art. 48 Abs. 1 lit. a KV FR) sowie der Rechte von gleichgeschlechtlichen Paare (Art. 14 Abs. 1 KV FR) war er nicht erfolgreich. Im Verfassungsrat hat er sich der CVP-Fraktion angeschlossen. Bei den Grossratswahlen am 5. November 2006 wurde de Roche für die EVP in den Grossen Rat des Kantons Freiburg gewählt. Weil er das einzige EVP-Mitglied im Grossrat ist, hat er sich der Fraktion «Mitte-Links-Bündnis» (MLB) angeschlossen, zu dem noch die Grünen und die CSP gehören. Bei den Wahlen am 13. November 2011 wurde er nicht wieder gewählt, da die EVP mit einem Wähleranteil von 3,3 % im Seebezirk keinen Grossrat mehr stellen wird. Daniel de Roche ist Mitglied im Verkehrs-Club der Schweiz, ProNatura und ProFribourg.